# Okres Mukačevo
Okres Mukačevo, též Mukačevský rajón (ukrajinsky Мукачівський район) je jedním z rajónů Zakarpatské oblasti na západní Ukrajině. Leží v západní části oblasti na řece Latorica, jejímž údolím prochází hlavní dopravní tepna – železniční trať Lvov – Stryj – Čop. Administrativním centrem je město Mukačevo, které do roku 2020 spadalo pod působnost oblasti.
Na ploše 998 km² zde v roce 2004 žilo 101 443 obyvatel, z toho 84 % Ukrajinců, dále Maďaři, Rusíni, Němci, Slováci, Rusové, Romové. V rámci administrativně-teritoriální reformy, která v červenci 2020 snížila počet okresů oblasti ze 13 na 6, bylo do okresu začleněno území zaniklého okresu Volovec a část bývalého okresu Svaljava. Tím se jeho rozloha zvětšila na 2 056,5 km² a počet obyvatel vzrostl na 253 tisíc.
V okrese je 13 územních komunit (ukrajinsky територіальних громад) s administrativními centry v těchto místech: Velyki Lučky, Vyšný Koropec, Volovec, Horonda, Ždenijevo, Ivanivci, Kolčyno, Mukačevo, Nelipyno, Nyžni Vorota, Poljana, Svaljava a Čynadijovo.
V okresu Mukačevo se nachází:
- 2 města (Mukačevo, Svaljava)
- 4 sídla městského typu (Čynadijovo, Kolčyno, Volovec, Ždenijevo)
- 136 vesnic (z větších: Bilasovycja, Bystrycja, Horbok, Karpaty, Ključarky, Nelipyno, Nove Davydkovo, Poljana, Suskovo, Vyšný Koropec; dále Velyki Lučky, které jsou s 9000 obyvateli jednou z největších vesnic v zemi)

## Příroda
- Bereznický prales (385,5 ha)[3]
- Boržavský prales (853,5 ha)[4]

- Stáčírna minerální vody Ploskivská se nachází v Ploske[5]